# Regió econòmica del Nord-oest

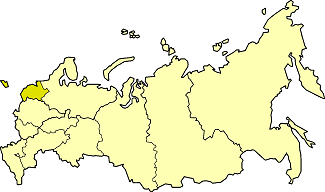
La regió econòmica del Nord-oest al mapa de Rússia.

La regió econòmica del Nord-oest (en rus: Се́веро-За́падный экономи́ческий райо́н: sévero-zàpadni ekonomítxeski raion) és una de les dotze regions econòmiques de Rússia. Les ciutats més importants d'aquesta regió són Sant Petersburg, Nóvgorod i Pskov.
Té una superfície de 196.500 km² i segons el cens del 2002 tenia 7.785.589 habitants amb un 89% de la població en àrees urbanes.

## Composició
La regió econòmica del Nord-oest comprèn els següents subjectes federals de Rússia:
- Óblast de Leningrad
- Óblast de Nóvgorod
- Óblast de Pskov
- Ciutat federal de Sant Petersburg